# Le Mêle-sur-Sarthe
Le Mêle-sur-Sarthe – miejscowość i gmina we Francji, w regionie Normandia, w departamencie Orne.
Według danych na rok 1990 gminę zamieszkiwało 710 osób, a gęstość zaludnienia wynosiła 1145 osób/km² (wśród 1815 gmin Dolnej Normandii Le Mêle-sur-Sarthe plasuje się na 320. miejscu pod względem liczby ludności, natomiast pod względem powierzchni na miejscu 1114.).

## Miasta partnerskie
- Faringdon